# Justus von Gruner
Karl Justus Gruner, vanaf 1815 von Gruner (Osnabrück, 28 februari 1777 - Wiesbaden, 8 februari 1820) was een Pruisisch staatsman.

## Biografie

### Vroege jaren
Justus Gruner werd geboren als zoon van Christian Gruner, die raadslid was in Osnabrück, en diens echtgenote Wilhelmine Baumeister. Zijn vader overleed toen Gruner nog maar tien jaar oud was. Met de hulp van zijn peetvader Justus Möser kon hij gaan studeren. Hij studeerde rechten en politicologie aan de Universiteit van Halle en Göttingen. Hij werkte vervolgens als advocaat in zijn geboortestad en rolde daarna de Pruisische ambtenarij in. Hij was een van de leidende Pruisische ambtenaren geweest die de oostelijk Duitse gebieden hadden ontgonnen die bij de Poolse Delingen aan Pruisen waren toegevallen. In 1807 werd hij als administratief officier naar Oost-Pruisen gestuurd en kwam Gruner aldaar in contact met Heinrich Friedrich Karl vom und zum Stein en Karl August von Hardenberg. Hij zou deel uitgaan maken van hun kring van hervormers.
Op 25 mei 1809 werd hij aangesteld tot de allereerste president van de politie van Berlijn. Hier bekwaamde hij zich in het opzetten en ontwerpen van een centrale politie-administratie. Door zijn verdienste als president van de politie werd Gruner in 1811 benoemd tot Geheimraad en zette hij op staatsniveau een geheime politiedienst op. Teleurgesteld over het bondgenootschap tussen Pruisen en Napoleon Bonaparte nam hij in 1812 ontslag en bood hij zijn diensten aan bij tsaar Nicolaas I van Rusland om een anti-Napoleontische informatienetwerk op te richten. Deze ging daarmee akkoord en voorzag Gruner van de nodige financiële middelen om diens netwerk op te bouwen. Gruner verhuisde naar Praag om vanaf daar zijn netwerk te kunnen uitbouwen. Hij werd door zijn Pruisische collega's verraden aan Oostenrijk en werd vervolgens in opdracht van Klemens von Metternich opgepakt en vastgezet in Petrovaradin. Nadat Oostenrijk zich schaarde aan de zijde van de Russisch-Pruisische alliantie in 1813 werd hij weer vrijgelaten.

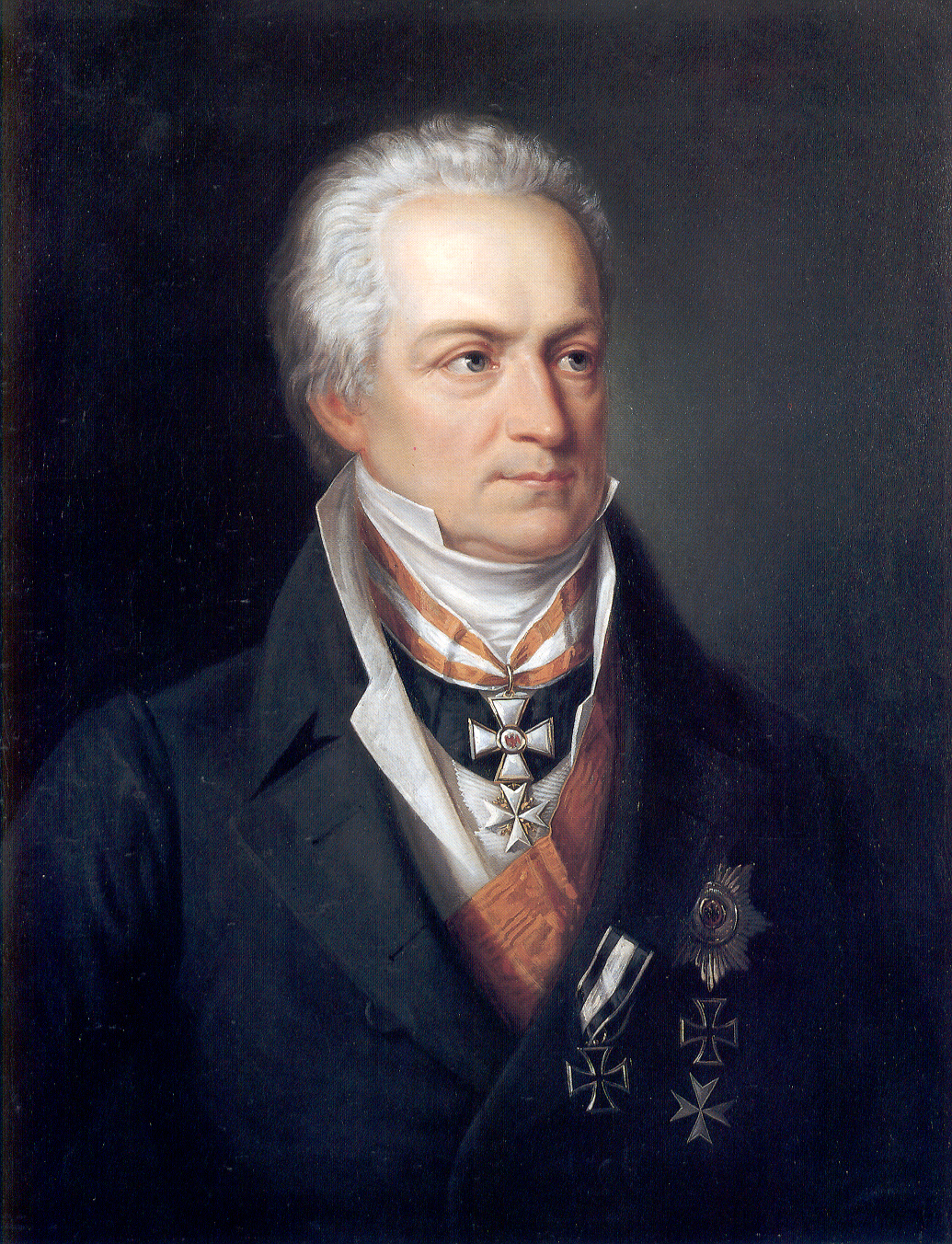
Karl August Hardenberg was een van de opdrachtgevers van Gruner voor het vormen van de Geheime Politie.

### Hoofd van de Geallieerde Geheime Dienst
Vanaf eind 1813 was Gruner lid van de Centrale Administratieve Raad voor de bezette Rijnbonden. Na de definitieve nederlaag van Napoleon bij Waterloo werd hij in juli 1815 aan het hoofd geplaatst van de nieuwe geallieerde geheime dienst en de bezettingspolitie te Parijs. In deze hoedanigheid stond hij generaal Karl von Müffling bij in het besturen van de Franse hoofdstad. Zijn positie werd vanaf begin af aan ondermijnd door Klemens von Metternich, die de dienst als een vehikel van de Pruisische belangen zag, en Müffling behandelde hem vooral als bureauchef. Hij diende dan ook op 5 augustus 1815 zijn ontslag weer in, maar Hardenberg accepteerde deze niet. Wel hoefde Gruner zich nog maar op een taak toe leggen: het opzetten en leiden van de geallieerde geheime politie.
Aanvankelijk wilde Gruner met de constitutionele partij in Frankrijk samenwerken, maar in de praktijk haalde hij een fel antirepublikeinse, antibonapartische, antiliberale en aartsconservatieve partij in huis die zijn spionnen waren. Zodoende bereikte hem het nieuws over de Witte Terreur van dat jaar ook te laat. Hierna kreeg Gruner wel de financiën en ook de slagkracht om een goedwerkende organisatie op te zetten. Het was ook aan zijn dienst te danken dat hij de Franse bonapartistische spion Karl Schulmeister opgepakt kan worden. Door de geruchten die zijn dienst ook verzamelde kon Gruner de Geallieerde Raad van politiek advies voorzien.

### Laatste jaren
In november 1815 vertrok het bezettingsleger van 26.000 soldaten uit Parijs en het Pruisische verplaatste zijn hoofdkwartier naar Caen. Dit had ook gevolgen voor de positie van Gruner. Zijn geheime politie werd ontbonden. Hij ontving zijn laatste salaris in januari 1816. Gruner werd als gezant naar Zwitserland gestuurd. Hij overleed in 1820 in Wiesbaden nadat hij in na een kuurverblijf was ondervraagd door de geheime politie. Gruner werd in het Friedhof an der Heidenmauer in Wiesbaden begraven.

## Werken
Gruner schreef tijdens zijn leven diverse traktaten en artikelen over het strafrecht, het gevangeniswezen, en over de publieke orde en moraal.